# Axel Englund
Erik Axel Englund, född 13 mars 1979, är en svensk översättare, kritiker och professor i litteraturvetenskap vid Stockholms universitet. Englunds forskning behandlar relationer mellan litteratur och musik.

## Biografi
Englund avlade sin doktorsexamen vid Stockholms universitet 2011. För avhandlingen Stroke Darkly the Strings: On Paul Celan and Music tilldelades han ett pris på 50 000 kronor från Kungliga Vitterhetsakademien. I juni 2016 blev han utnämnd till docent och i januari 2020 befordrades han till professor. 2023 invaldes han i Kungliga Vetenskapsakademien.
2023 tilldelades han det Letterstedtska priset för översättningar för sin översättning av den franske poeten Stéphane Mallarmés dikter.
Sedan 2023 är han ordförande för International Association of Word and Music Studies (WMA).
Englund är verksam som kritiker på Expressen. Under hösten 2024 var han en av de tävlande i SVT:s frågesportprogram Kulturfrågan Kontrapunkt.